# خربوق
الخُرْبُوق أو الخَرْبَق (الاسم العلمي: Veratrum)، جنس نباتات عشبية جذمورية معمرة مُزهرة من فصيلة الزهور الحزمية.
يوجد في الموائل الرطبة في أوروبا المعتدلة وشبه القطبية وآسيا وأمريكا الشمالية.
أنواع الخربوق هي نباتات عشبية معمرة قوية مع جذور سوداء شديدة السمية، وحويصلات من الزهور البيضاء أو البنية على السيقان المنتصبة. في اللغة الإنجليزية تُعرف باسم hellebores الكاذبة، helleborines الكاذبة، وزنابق الذرة.  ومع ذلك، لا ترتبط الخربوق ارتباطًا وثيقًا بالهيلبوريس أو الهيلبورين أو الذرة أو الزنابق.

## الأنواع
من أنواعه:
- خربوق أبيض
- خربوق أسود